# Каримов, Ибрагим Ильясович
Ибрагим Ильясович Каримов (1914, Акмолинск — 23 марта 1983, Ташкент) — советский хозяйственный, государственный и политический деятель, Герой Социалистического Труда.

## Биография
Родился в 1914 году на территории современного Казахстана. Член КПСС с 1940 года.
С 1920 года — на хозяйственной, общественной и политической работе. В 1931—1971 гг. — плановик на заводах города Ташкента, инструктор Ташкентского сельского райкома и Ташкентского обкома КП(б) Узбекистана, первый секретарь Аккурганского райкома, заведующий отделом Ташкентского обкома, первый секретарь Янги-Юльского райкома, первый секретарь Сырдарьинского райкома КП Узбекистана, председатель «Главзаготскотооткорм» при Совете Министров Узбекской ССР.
Указом Президиума Верховного Совета СССР от 11 января 1957 года присвоено звание Героя Социалистического Труда с вручением ордена Ленина и золотой медали «Серп и Молот».
Избирался депутатом Верховного Совета Узбекской ССР 4-го и 5-го созывов.
Умер в 1983 году.